# Цекропия
Цекро́пия (лат. Cecropia) — род растений семейства Крапивные (Urticaceae), распространённых главным образом во влажных тропических лесах Центральной и Южной Америки.

## Ботаническое описание
Быстрорастущие, большей частью вечнозелёные деревья с полыми стеблями, иногда с корнями-подпорками. Листья крупные, щитовидные, обычно пальчато-лопастные, на длинных черешках. Цветки мелкие, невзрачные, двудомные, в плотных колосовидных соцветиях, собранных в пучки на общих ножках в пазухах листьев. Плоды односемянные, многочисленные.

## Биологические особенности
Некоторым видам свойственна мирмекофилия. Оплодотворённая самка муравьёв из рода Azteca прогрызает истонченную у верхушки междоузлия стенку полого стебля и выводит своё потомство внутри стебля. Муравьи питаются особыми выростами (питательными тельцами), которые образуются на внутренней стороне вздутых оснований листовых черешков. Считают, что муравьи из этого рода защищают цекропию от нападения муравьёв-листорезов (из родов Atta, Acromyrmex).
К числу мирмекофилов принадлежит цекропия щитовидная (Cecropia peltata), называемая также «трубным деревом», так как индейцы изготавливали из её полых стеблей свои духовые трубки. Расщеплённые пополам стволы цекропии щитовидной используют как водосточные желоба.
Листьями и цветами цекропии питаются трёхпалые ленивцы. Для них это основная пища, поэтому они предпочитают жить именно там, где растут эти деревья.

## Список видов

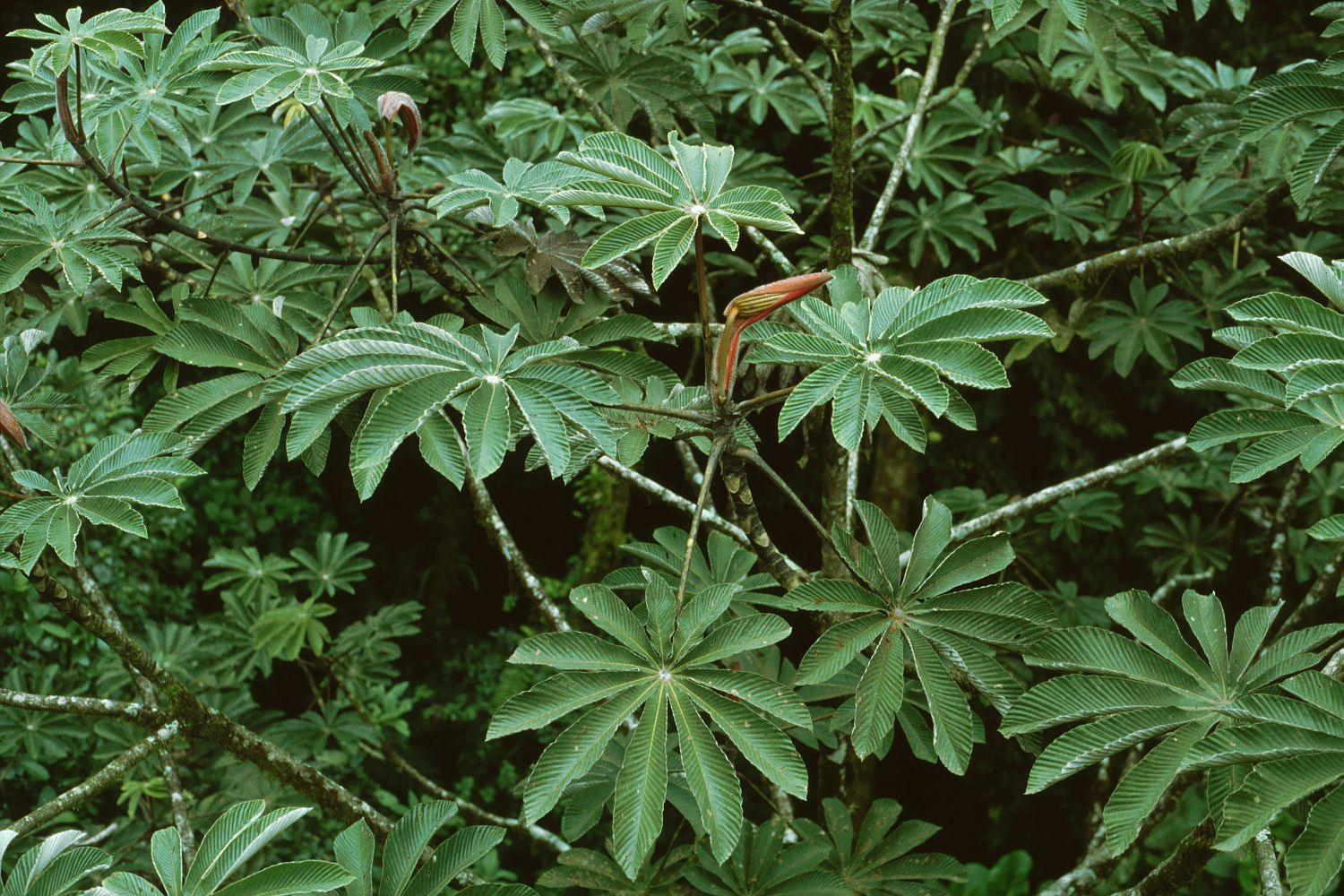

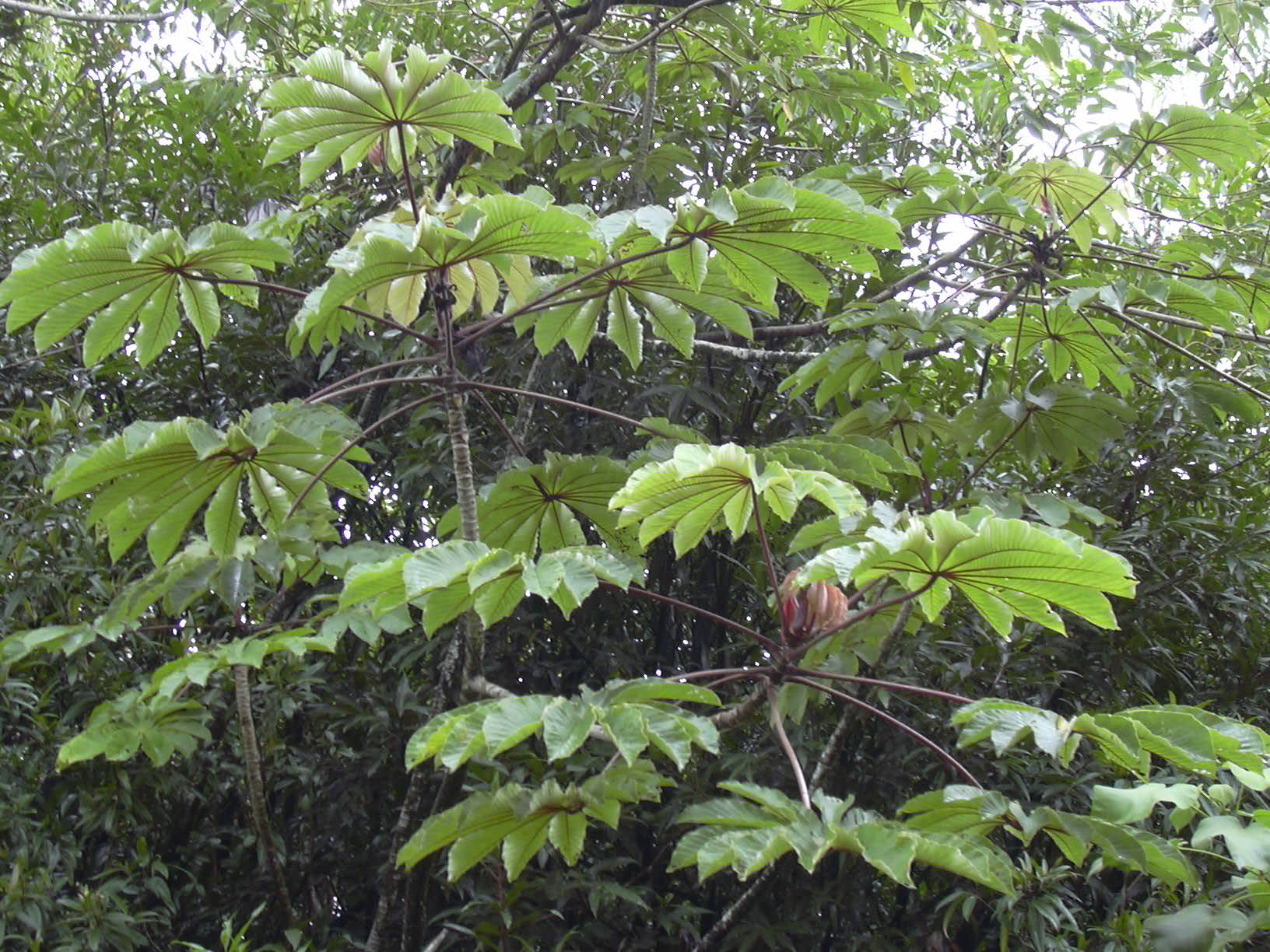

Род Цекропия включает до 70 видов:
- Cecropia albicans Trécul
- Cecropia andina Cuatrec.
- Cecropia angulata I.W.Bailey
- Cecropia angustifolia Trécul
- Cecropia annulata C.C.Berg & P.Franco
- Cecropia bullata C.C.Berg & P.Franco
- Cecropia chlorostachya C.C.Berg & P.Franco
- Cecropia concolor Willd.
- Cecropia david-smithii C.C.Berg
- Cecropia dealbata B.S.Williams
- Cecropia distachya Huber
- Cecropia elongata Rusby
- Cecropia engleriana Snethl.
- Cecropia ficifolia Warb. ex Snethl.
- Cecropia gabrielis Cuatrec.
- Cecropia garciae Standl.
- Cecropia glaziovii Snethl.
- Cecropia goudotiana Trécul
- Cecropia granvilleana C.C.Berg
- Cecropia herthae Diels
- Cecropia heterochroma C.C.Berg & P.Franco
- Cecropia hispidissima Cuatrec.
- Cecropia hololeuca Miq.
- Cecropia idroboi Cuatrec.
- Cecropia insignis Liebm.
- Cecropia kavanayensis Cuatrec.
- Cecropia latiloba Miq.
- Cecropia litoralis Snethl.
- Cecropia longipes Pittier
- Cecropia marginalis Cuatrec.
- Cecropia maxima Snethl.
- Cecropia megastachya Cuatrec.
- Cecropia membranacea Trécul
- Cecropia metensis Cuatrec.
- Cecropia montana Warb. ex Snethl.
- Cecropia multisecta P.Franco & C.C.Berg
- Cecropia mutisiana Mildbr.
- Cecropia obtusa Trécul
- Cecropia obtusifolia Bertol.
- Cecropia pachystachya Trécul
- Cecropia palmata Willd.
- Cecropia pastasana Diels
- Cecropia peltata L. — Цекропия щитовиднаяtypus[1]
- Cecropia pittieri B.L.Rob. ex A.Stewart
- Cecropia plicata Cuatrec.
- Cecropia polystachya Trécul
- Cecropia purpurascens C.C.Berg
- Cecropia putumayonis Cuatrec.
- Cecropia radlkoferana Alad.Richt.
- Cecropia reticulata Cuatrec.
- Cecropia sararensis Cuatrec.
- Cecropia saxatilis Snethl.
- Cecropia schreberiana Miq.
- Cecropia sciadophylla Mart.
- Cecropia silvae C.C.Berg
- Cecropia strigosa Trécul
- Cecropia subintegra Cuatrec.
- Cecropia tacuna C.C.Berg & P.Franco
- Cecropia telealba Cuatrec.
- Cecropia telenitida Cuatrec.
- Cecropia ulei Snethl.
- Cecropia utcubambana Cuatrec.
- Cecropia velutinella Diels
- Cecropia virgusa Cuatrec.